# Imperial Fascist League

Drapeau de la Ligue impériale fasciste.

Pour les articles homonymes, voir IFL.
L'Imperial Fascist League (en français Ligue impériale fasciste) (IFL) était un mouvement politique fasciste britannique fondé par Arnold Leese en 1929 après s'être séparé des British Fascists. Il comprenait un bras paramilitaire en chemise noire appelé Fascists Legion, inspiré des fascistes italiens. Le groupe a épousé l'antisémitisme et la domination de la « race aryenne » dans une « entreprise raciste fasciste », en particulier après que Leese eut rencontré le propagandiste du parti nazi Julius Streicher, l'éditeur virulent de Der Stürmer ; le groupe a ensuite reçu indirectement un financement des nazis. Bien qu’il n’ait que 150 à 500 membres au maximum, son profil public était supérieur à celui indiqué par le nombre de ses membres.
Après que l'IFL eut refusé la fusion avec la British Union of Fascists en 1932, en raison de divergences politiques, la BUF organisa une campagne contre l'IFL, scindant physiquement ses réunions et fabriquant des plans bidon montrant que l'IFL envisageait de s'en prendre à son siège. Qui ont été transmis au gouvernement britannique.
L'Imperial Fascist League a connu un fort déclin au moment du déclenchement de la Seconde Guerre mondiale, après que Leese eut déclaré son allégeance au « roi et au pays », au grand dam des membres pro-allemands. Néanmoins, Leese a été interné en vertu des règles de sécurité en temps de guerre et l'IFL n'a pas été réformé après la guerre.

## Origine
Leese avait été à l'origine membre des fascistes britanniques et était en fait l'un des deux seuls membres à avoir jamais exercé des fonctions élues (en tant que conseiller à Stamford). Cependant, il se sépara du BF vers 1927 et partir à Londres où, en 1929, il créa à la fois l'IFL et son organe, The Fascist. Les légions fascistes, un bras paramilitaire en chemise noire, ont été ajoutées sous le commandement de Leslie H. Sherrard. Le groupe a initialement préconisé des politiques telles que le corporatisme, la réforme monétaire et le retrait de la citoyenneté britannique aux juifs. Il ne comptait pas plus de 500 membres. Le groupe était initialement dirigé par le brigadier général Erskine Tulloch, bien que le véritable pouvoir appartienne à Leese, qui a été confirmé directeur général en 1932. Henry Hamilton Beamish, responsable de The Brittons, a été vice-président de l'IFL et a été un intervenant régulier lors des manifestations du mouvement.

## National-socialisme

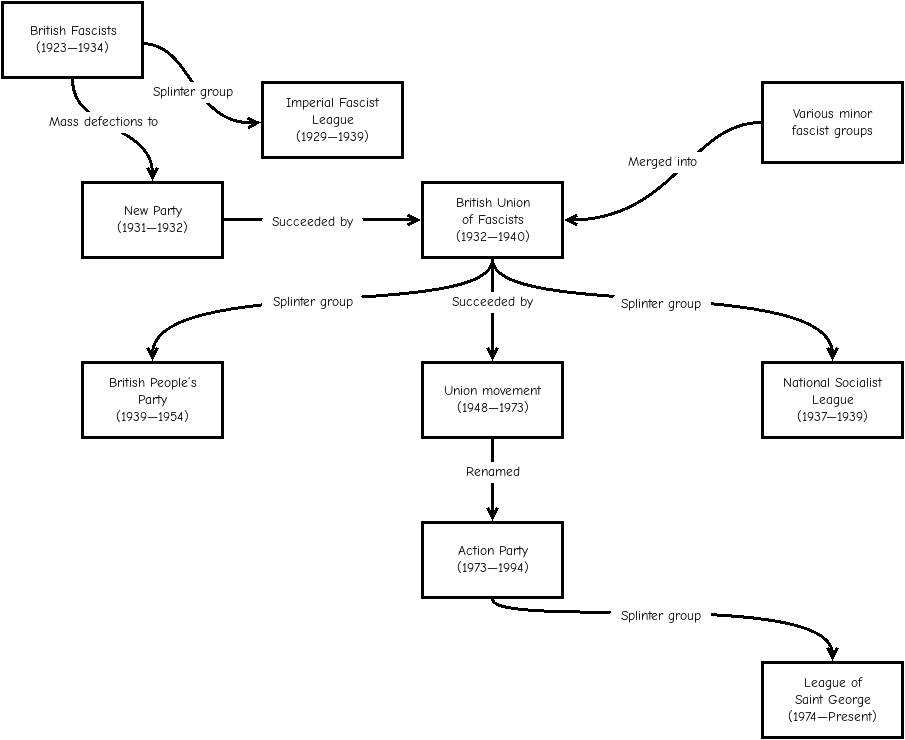
Organigramme de l'évolution des partis fascistes britanniques.

L'IFL s'est vite éloigné du fascisme italien (il utilisait à l'origine les fasces comme emblème) après que Leese eut rencontré le propagandiste du parti nazi Julius Streicher en Allemagne. Bientôt l'antisémitisme devint le thème central de la politique de l'IFL et son nouveau programme, le « Racial Fascist Corporate State », soulignait la suprématie de la « race aryenne ». L'IFL a modifié son drapeau de manière à inclure le drapeau de l'Union superposé à la croix gammée nazie. À la suite de cette conversion, l’IFL jouissait d’une plus grande notoriété que ne le laisseraient penser ses membres, en grande partie grâce aux fonds qu’elle avait reçus du Troisième Reich par l’intermédiaire du correspondant anglais du Völkischer Beobachter, le Dr. Hans Wilhelm Thost. En effet, au milieu des années 1930, l'IFL s'était tellement retourné contre le modèle italien qu'elle avait dénoncé Benito Mussolini comme un « pro-sémite » affirmant que la seconde guerre italo-éthiopienne avait été organisée par des juifs.

## Arrivée de la BUF
En 1932, Robert Forgan s'est adressé à l'IFL et lui a suggéré de fusionner au sein de l'Union britannique des fascistes d'Oswald Mosley, mais l'offre a été refusée. Leese a rejeté toutes les ouvertures de Mosley en raison de la réticence initiale de ce dernier à faire de l'antisémitisme un thème central, ce qui a conduit Leese à renvoyer Mosley en tant que « fasciste casher ». Il a même surnommé la BUF « British Jewnion of Fascists » à ce sujet. 
L'une de leurs plus grandes différences était le fait que l'IFL avait une vision biologique de l'antisémitisme, la conviction que les Juifs étaient intrinsèquement inférieurs en tant que race, contrairement à la BUF, dont l'adoption éventuelle de l'antisémitisme était encadrée par des idées sur l'influence indue supposée des Juifs aux plus hauts échelons de la société. En 1933, la BUF décida d'agir contre le renégat IFL, Blackshirts attaquant plusieurs réunions. Cette campagne a culminé avec un incident sur Great Portland Street, lorsque cinquante Blackshirts déguisées en communistes attaquaient Leese, avant de causer des dommages considérables à la salle, dans le but de forcer une importante facture de réparations sur l'IFL.
La BUF a même transmis des preuves fabriquées d'un complot IFL pour attaquer son siège au Home Office. En 1939, l'influence de l'IFL diminuant, la rivalité s'était atténuée au point que la librairie BUF de Canterbury était prête à stocker des pamphlets IFL. Bien que rejetant une fusion avec la BUF, l'IFL était liée à la Nordic League par l'intermédiaire du commandant EH Cole, ardent défenseur des écrits tsaristes russes Les Protocoles des Sages de Sion, qui était chancelier de la Ligue, mais également membre de l'IFL. Peu de temps après, Leese et P. J. Ridout sont également devenus membres de ce groupe, qui comprenait la plupart des activités de l'extrême droite.

## Déclin
Le déclenchement de la Seconde Guerre mondiale a entraîné l'effondrement du petit groupe lorsque Leese a déclaré sa loyauté au Roi et à son pays et renommé le groupe Angles Circle, mais cette position a été rejetée par certains membres pro-allemands tels que Tony Gittens, Harold Lockwood et Bertie Mills. Cela s'est avéré académique, cependant, comme en 1940, Leese a été interné en vertu du règlement de défense 18B et, bien qu'il ait continué à être politiquement actif après la guerre, l'IFL n'a pas été réformé. Sa formation du Mouvement national des travailleurs en 1948 signa la fin définitive de l'IFL.